# Sinodendron rugosum
Sinodendron rugosum là một loài bọ cánh cứng trong họ Lucanidae. Loài này được Mannerheim mô tả khoa học năm 1843.